# Boris Ioganson
Boris Vladimirovich Ioganson (russe : Борис Владимирович Иогансон), né en 1893 et mort en 1973, est un peintre russe et soviétique. 

## Biographie
Boris Ioganson naît en 1893 à Moscou. Les ancêtres suédois de son père ont russifié le nom de famille "Johansson" en "Ioganson". Ioganson fréquente l'École d'art de Moscou et étudie sous la direction de Kasatkin et de Malyutin. Il est membre de la Society of Young Artists, où il plaide pour une conversion complète de l'art russe au constructivisme. Il abandonne rapidement cette cause et se lance dans la peinture de chevalet. En 1922 il participe à la fondation de l'Association des artistes de la Russie révolutionnaire et passe brusquement au réalisme socialiste. L'œuvre d'Ioganson est inspirée de celle d'Ilya Répine, qui présente certaines caractéristiques de l'impressionnisme, et est souvent de nature narrative.
Son œuvre la plus connue est sans doute Interrogatoire des communistes, une pièce très représentative du réalisme socialiste mais avec des éléments perçants du romantisme, en plus d'une exploitation de certains éléments du futurisme. Un sens de la théâtralité est présent dans ses peintures, probablement en raison de ses études de conception théâtrale sous la direction de Korovin. 

### Élèves
Certains diplômés de l'Institut Ilya Repin de Leningrad pour la peinture, la sculpture et l'architecture ont étudié dans l'atelier Boris Ioganson (1930-1950) : Alexeï Ériomine (en), Nikolaï Baskakov, Valery Vatenine, Nina Vessélova (en), Maya Kopitséva (en), Oleg Lomakin, Valentina Monakhova (en), Nikolaï Mukho, Anatoly Nénartovitch, Mikhaïl Natarévich, Sémion Rotnitsky, Mikhaïl Troufanov, Youri Touline et Félix Lembersky (en).